# Castel Frentano

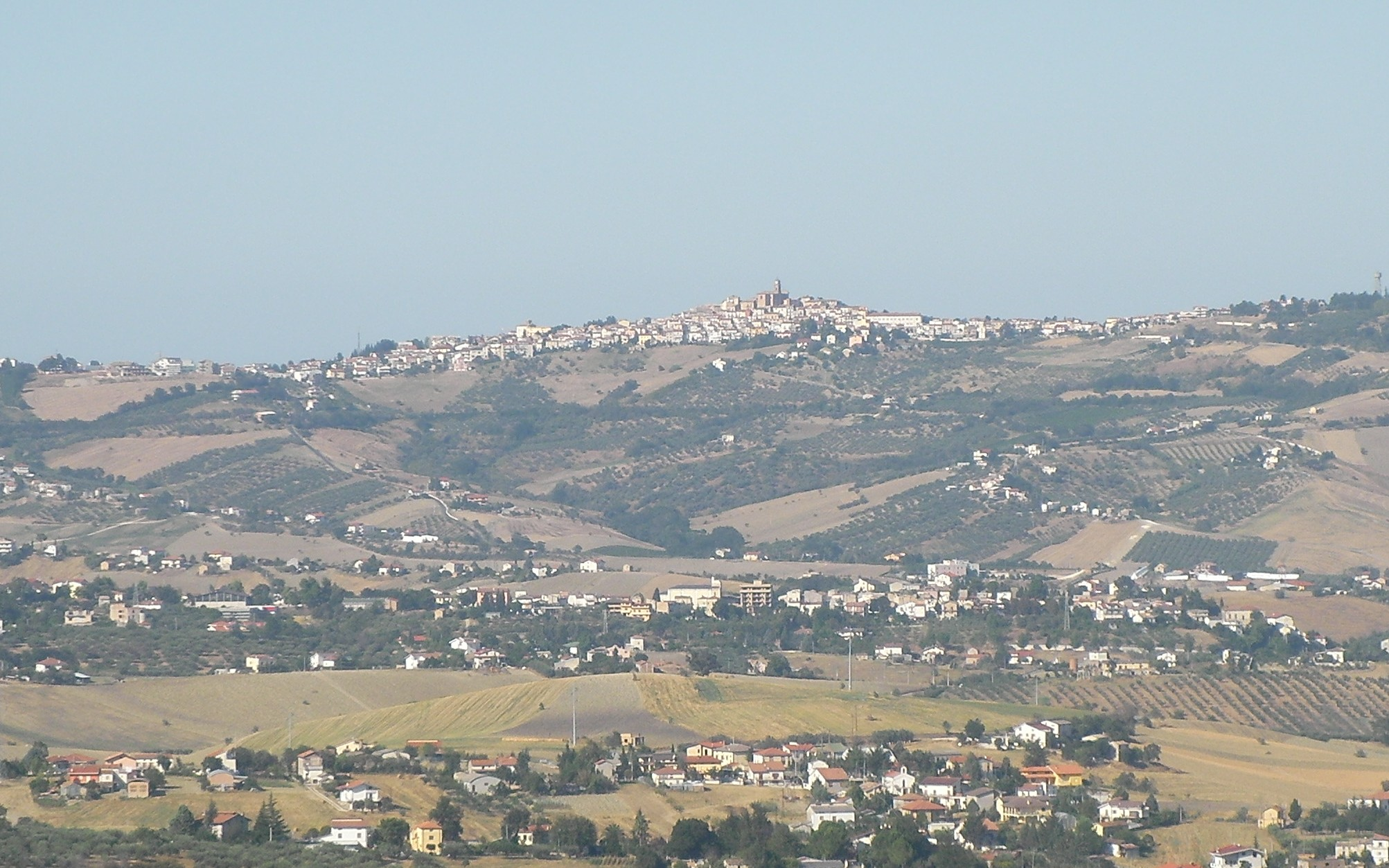
Panorama von Castel Frentano

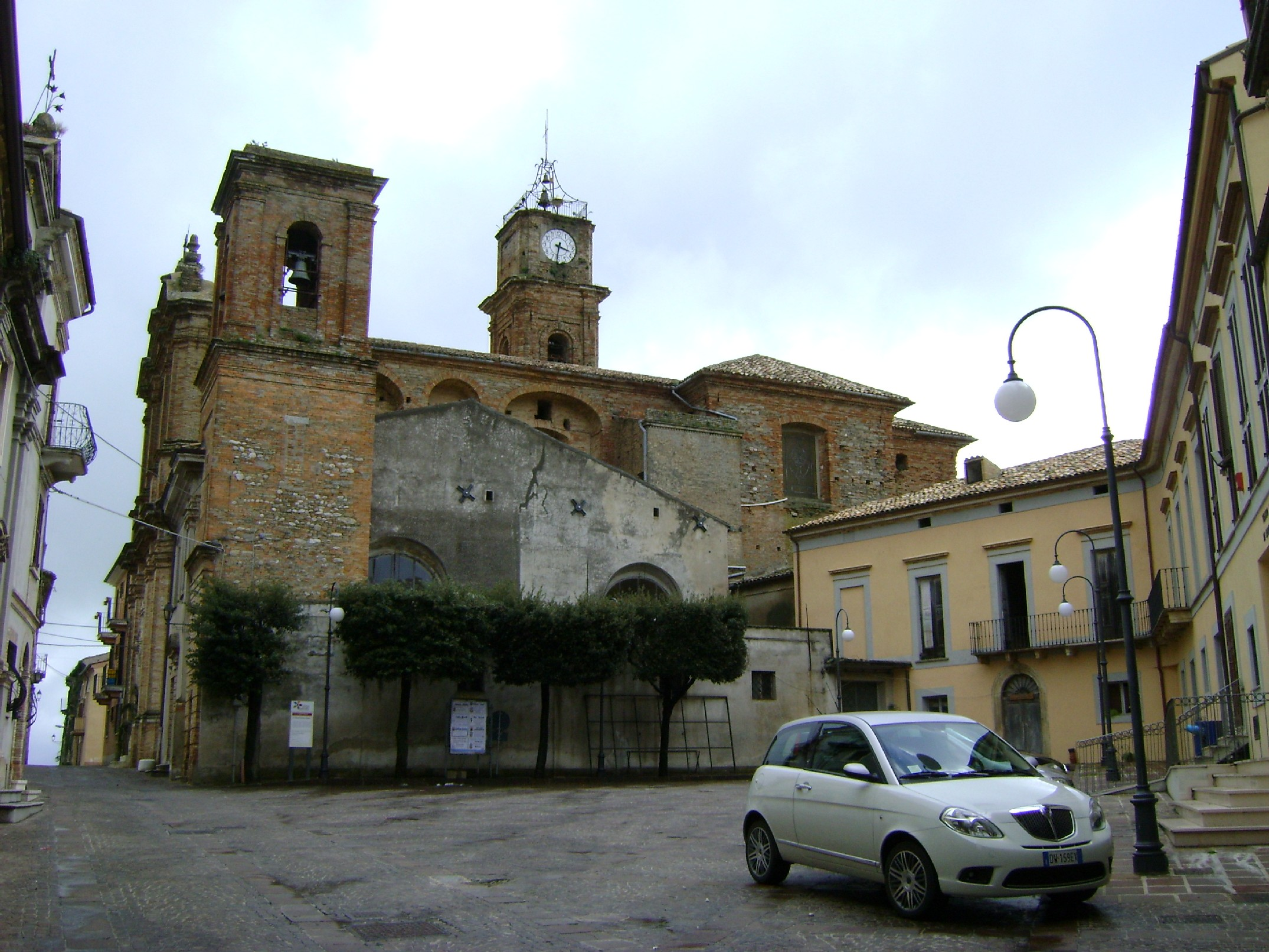
Santo Stefano Protomartire

Castel Frentano ist eine italienische Gemeinde (comune) mit 4256 Einwohnern (Stand 31. Dezember 2023) in der Provinz Chieti in den Abruzzen. Die Gemeinde liegt etwa 23 Kilometer südöstlich von Chieti.

## Geschichte
Siedlungsreste lassen sich bis in das vierte vorchristliche Jahrhundert nachweisen. Entstanden ist der Siedlungskern zwischen dem 10. und 11. Jahrhundert. Die kleineren Ortschaften im Gemeindegebiet werden urkundlich zwischen 1100 und 1500 erstmals erwähnt.

## Weinbau
In der Gemeinde werden Reben der Sorte Montepulciano für den DOC-Wein Montepulciano d’Abruzzo angebaut.

## Persönlichkeiten
- Mario Ceroli (* 1938), Künstler